# Kanton Vénissieux-Nord
Vénissieux-Nord is een voormalig kanton van het Franse departement Rhône. Het kanton maakte deel uit van het arrondissement Lyon en omvatte uitsluitend een deel van de gemeente Vénissieux. Deze gemeente werd op 1 januari 2015 onderdeel van de toen opgerichte Métropole de Lyon, waarvan in maart van datzelfde jaar alle kantons opgeheven werden.